# Kitakyūshū
Kitakyūshū (wörtlich: „Nord-Kyūshū“; japanisch 北九州市 Kitakyūshū-shi, deutsch ‚[kreisfreie] Stadt Kitakyushū‘, englisch Kitakyushu City; City of Kitakyushu) ist eine Großstadt in der Präfektur Fukuoka an der Nordspitze der japanischen Insel Kyūshū südlich der Kammon-Straße. Die Stadt ist zusammen mit Shimonoseki in Yamaguchi auf der anderen Seite der Straße zentraler Teil der Metropolregion Kammon[-Kitakyūshū]; diese wächst zunehmend mit der Metropolregion Fukuoka zusammen und wird zum Teil bereits als eine gemeinsame Metropolregion Kitakyūshū-Fukuoka definiert. Kitakyūshū hat unter den 29 Städten der Präfektur Fukuoka die größte Fläche (fast ein Zehntel).
Kitakyūshū hat das Image einer verschmutzten Industriestadt, was in den 1960er Jahren der Fall war – aber heutzutage ist sie eine der fortschrittlichsten in Sachen Umgang mit Verschmutzung und Recycling-Technik.

## Geschichte
Die heutige Teilstadt Kokura war am 9. August 1945 für den US-amerikanischen Major Charles Sweeney das Ziel für die von ihm im Flugzeug mitgeführte Atombombe Fat Man. Das Ziel sollte im Sichtflug angegriffen werden, jedoch verhinderten Rauchschwaden aus den am Vortag mit Brand- und Sprengbomben angegriffenen Yawata Stahlwerken in Yahata, die vom Westwind nach Kokura getrieben wurden, eine klare Sicht. Sweeney brach den Angriff nach dem 3. Versuch ab und bombardierte das Ausweichziel Nagasaki um 11:02 Japanische Normalzeit (JST) (siehe Atombombenabwurf auf Nagasaki).
Die Stadt entstand am 10. Februar 1963 aus der Fusion der Städte Moji (門司市, -shi), Kokura (小倉市, -shi), Tobata (戸畑市, -shi), Yahata (八幡市, -shi) und Wakamatsu (若松市, -shi).

## Kultur
Seit 1974 gibt es mit dem Kitakyūshū Municipal Museum of Art ein Museum für japanische und westliche Kunst mit Arbeiten vom 19. Jahrhundert bis zur Gegenwart. Es befindet sich im Stadtteil Tobata im Bijutsunomori Park in einem Gebäude, das nach Plänen des Architekten Arata Isozaki errichtet wurde.
Im Mai 1997 eröffnete das Center for Contemporary Art (CCA) seine Pforten. Hier haben in den darauf folgenden Jahren Ausstellungen mit Werken von bekannten internationalen Künstlern stattgefunden, so beispielsweise von Maurizio Cattelan oder Anri Sala.
Seit 2012 gibt es im Stadtzentrum nahe dem Bahnhof Kokura das Kitakyushu Manga Museum, das u. a. 70.000 Manga zum Lesen anbietet. Und im Stadtteil Moji-ku widmet sich eine kleine Galerie den Werken von Seizō Watase, ein Mangaka und Illustrator, der in der damals noch eigenständigen Stadt Moji aufgewachsen ist.

### Schriftsteller
Der Schriftsteller Matsumoto Seichō wurde in Kokura geboren. Das Matsumoto Seichō Memorial Museum befindet sich in der Innenstadt.
Der Romanautor Mori Ōgai lebte hier mehrere Jahre. Sein Haus in Kokura ist der Öffentlichkeit geöffnet, dort schrieb er das Kokura Nikki (Kokuraer Tagebuch).
Der Schriftsteller Hino Ashihei wurde im Stadtteil Wakamatsu geboren. Sein Geburtshaus kann besichtigt werden.

## Naturschönheiten
- Hiraodai (平尾台): Karstplateau
- Berg Sarakura (皿倉)
- Kawachi (河内): Reservoir

## Politik und Verwaltung
- KPJ: 7
- Shimin to tomo ni („zusammen mit den (Stadt-)Bürgern“; mit KDP, DVP): 10
- Ishin: 2
- Marumaru Tohachi-kai: 2
- Sieben Fraktionen à 1 Mitglied: 7
- Kōmeitō: 13
- Jiyūminshutō・mushozoku („Liberaldemokratische Partei/Unabhängige“): 16

Seit 2023 ist der ehemalige MHLW-Beamte Kazuhisa Takeuchi Bürgermeister von Kitakyūshū. Er setzte sich bei der Bürgermeisterwahl im Februar 2023 mit 42,9 % der Stimmen gegen den von etablierten Parteien unterstützten (LDP, KDP, Kōmeitō, DVP, SDP) ehemaligen Naikaku-fu-Beamten Yōsuke Tsumori (38,1 %) und zwei weitere Kandidaten durch. Vorgänger Kenji Kitahashi war nach vier Amtszeiten nicht mehr angetreten und hatte ebenfalls Tsumoris Kandidatur unterstützt.
Das Stadtparlament von Kitakyūshū (Kitkyūshū-shigikai) hat 57 Mitglieder und wurde zuletzt im Januar 2025 neu gewählt. Mit 96 gab es eine Rekordzahl von Kandidaten; die Wahlbeteiligung lag dennoch nur bei 40,1 %, dem zweitniedriegsten Wert jemals, und es gab im Ergebnis nur geringe Verschiebungen. Die LDP gewann unverändert 15 Sitze, die Kōmeitō unverändert 13, die KPJ fiel um einen Sitz auf sieben zurück, die KDP um einen auf sechs, Ishin no Kai und DVP erhielten jeweils zwei Sitze, zwölf Sitze gingen an Unabhängige.
Im zuletzt bei den einheitlichen Wahlen im April 2023 gewählten 87-köpfigen Präfekturparlament von Fukuoka ist die Stadt seitdem mit insgesamt 15 Abgeordneten vertreten, die Bezirke fungieren als Ein- bis Dreimandatswahlkreise.
Bei Wahlen zum Unterhaus des Nationalparlaments bildet Kitakyūshū die Wahlkreise 9 und 10 der Präfektur, die bei der Wahl 2024 unverändert der Unabhängige Rintarō Ogata (zur Fraktion Yūshi no kai aus ehemaligen Demokraten) und der Konstitutionelle Demokrat Takashi Kii gewannen.

### Stadtgliederung
Am 1. April 1963 wurde Kitakyushyu zur „regierungsdesignierten Großstadt“ (Seirei shitei toshi) erklärt. Gleichzeitig erfolgte eine Einteilung in fünf Stadtbezirke (-ku, 区), die den Namen der fusionierten Städte trugen.

Am 1. April 1974 wurden die Stadtbezirke Kokura und Yahata in je zwei weitere Stadtbezirke aufgeteilt: Kokura-Kita (小倉北, Kokura-Nord) und Kokura-Minami (小倉南, Kokura-Süd) sowie Yahata-Higashi (八幡東, Yahata-Ost) und Yahata-Nishi (八幡西, Yahata-West). Der Stadtbezirk Kokura-Kita wird als Zentrum angesehen.

Die westlich gelegene Stadt Nakama sollte 2005 im Zuge der Großen Heisei-Gebietsreform eingemeindet und zum achten Stadtbezirk werden, dies wurde jedoch vom dortigen Stadtrat am 24. Dezember 2004 wegen der daraus resultierenden verringerten politischen Autonomie Nakamas abgelehnt, nachdem die Bürger von Nakama-shi in der Volksabstimmung der Fusion zugestimmt hatten.
Die aktuellen sieben Stadtbezirke von Kitakyūshūs sind:

| Code  | Name              | Name     | Fläche (in km²) | Bevölkerung       | Bevölkerungs- dichte (Ew./km²) |          |
| Code  | Rōmaji            | Kanji    | 1. Januar 2023  | 1. September 2020 | 01.10.2015                     |          |
| ----- | ----------------- | -------- | --------------- | ----------------- | ------------------------------ | -------- |
| 40101 | Moji-ku           | 門司区   | 73,66           | 93.706            | 99.637                         | 1.352,48 |
| 40103 | Wakamatsu-ku      | 若松区   | 72,09           | 79.841            | 82.844                         | 1.161,74 |
| 40105 | Tobata-ku         | 戸畑区   | 16,61           | 56.824            | 59.116                         | 3.559,06 |
| 40106 | Kokura-Kita-ku    | 小倉北区 | 39,23           | 182.560           | 181.878                        | 4.636,20 |
| 40107 | Kokura-Minami-ku  | 小倉南区 | 171,51          | 208.039           | 212.850                        | 1.239,37 |
| 40108 | Yahata-Higashi-ku | 八幡東区 | 36,26           | 64.613            | 68.844                         | 1.898,62 |
| 40109 | Yahata-Nishi-ku   | 八幡西区 | 83,13           | 249.501           | 256.117                        | 3.080,92 |
| 40100 | Kitakyūshū-shi    | 北九州市 | 492,50          | 935.084           | 961.286                        | 1.954,03 |

## Wirtschaft
Nippon Steel ist auch heute ein wichtiger Arbeitgeber, aber die Werke Yawata und Tobata haben gegenüber den 1960er Jahren an Bedeutung verloren. 1972 haben die letzten Kohlegruben geschlossen. Das Yawata-Werk wurde 1901 gegründet und war Japans erstes Stahlwerk. Es produzierte in den ersten Jahrzehnten 80 Prozent des japanischen Stahls. Kitakyūshū ist auch der Standort des Stammwerkes des Industrieroboter- und Elektromotorenherstellers Yaskawa (in Yahata).

## Verkehr

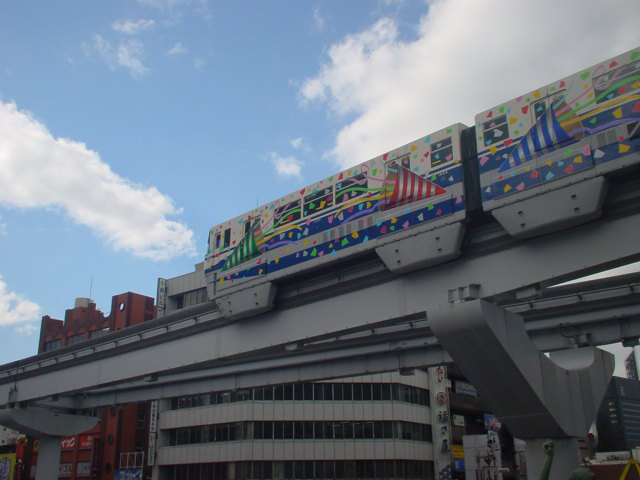
Einschienenbahn Kitakyūshū

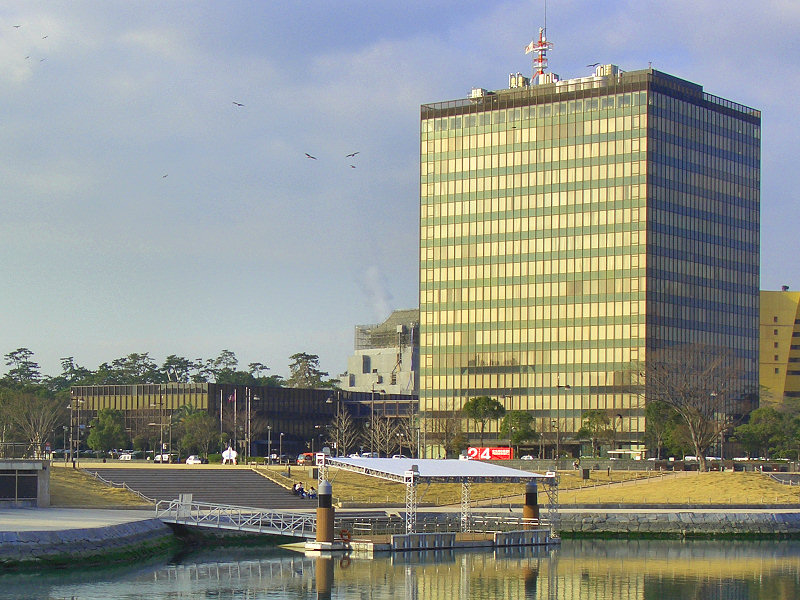
Rathaus von Kitakyūshū

Aufgrund seiner strategisch wichtigen Lage am Südufer der Kammon-Straße ist Kitakyūshū ein wichtiges Verkehrsdrehkreuz zwischen Honshū und Kyūshū und hat einen großen Hafen.
Zuglinien in Kitakyūshū sind:
- JR Kyushu:
  - Kagoshima-Hauptlinie,
  - Nippō-Hauptlinie,
  - Hitahiko-Linie
  - Chikuhō-Hauptlinie
  - Sanyō-Hauptlinie
- JR West Sanyō-Shinkansen: Der Bahnhof Kokura ist der vorletzte Halt der Shinkansen-Linie.
- Chikuhō-Eisenbahnlinie

In der Stadt besteht der ÖPNV im Wesentlichen aus Bussen und der Einschienenbahn Kitakyūshū.
Kitakyūshū ist der größte Fährhafen im westlichen Japan. Fährverbindungen gibt es zwischen Kitakyūshū und Shimonoseki, Matsuyama, Tokushima, Kōbe, Osaka, Tokio, Ulsan (Korea), Busan (Korea) und den Inseln der Stadt.
Im Raum Kanmon-Kitakyūshū bestehen drei Pendlerverbindungen: Trans-Dokaiwan Ferry, The Kanmon Straits Ferry, und The Kanmon Straits Liner.
Der Flughafen Kitakyūshū wurde am 16. März 2006 auf einer künstlichen Insel im Meer eröffnet. Von dort bestehen vorwiegend Inlandsverbindungen nach Tokyo, aber auch Flüge nach Shanghai.

## Söhne und Töchter der Stadt
- Oku Yasukata (1847–1930), Militär
- Tsuruta Tomoya (1902–1988), Schriftsteller
- Hino Ashihei (1907–1960), Schriftsteller
- Matsumoto Seichō (1909–1992), Schriftsteller
- Ogura Rō (1916–1990), Komponist
- Tetsuya Theodore Fujita (1920–1998), einer der wichtigsten Sturmforscher des 20. Jahrhunderts
- Leiji Matsumoto (1938–2023), Manga-Zeichner [A 1]
- Kenji Kimihara (* 1941), Langstreckenläufer
- Ohmae Kenichi (* 1943), Unternehmensberater und Autor
- Yōichi Masuzoe (* 1947), LDP-Politiker
- Shigeru Umebayashi (* 1951), Filmkomponist
- Yoshinori Suematsu (* 1956), Politiker
- Tsukasa Hōjō (* 1959), Manga-Zeichner
- Seiko Noda (* 1960), LDP-Politikerin
- Mochiru Hoshisato (* 1961), Manga-Zeichner
- Kazuaki Yoshinaga (* 1968), Fußballspieler und -trainer
- Yoshie Takeshita (* 1978), Volleyball-Nationalspielerin
- Nao-Cōra Yamazaki (* 1978), Schriftstellerin und Essayistin
- Masashi Motoyama (* 1979), Fußballspieler
- Keiko Suenobu (* 1979), Manga-Zeichnerin
- Mai Nakahara (* 1981), Synchronsprecherin und Sängerin
- Sōta Hirayama (* 1985), Fußballspieler
- Tsubasa Kitatsuru (* 1985), Bahnradsportler
- Seiya Kishikawa (* 1987), Tischtennisspieler
- Yatsunori Shimaya (* 1989), Fußballspieler
- Kōhei Uchimura (* 1989), Geräteturner
- Atsushi Matsuo (* 1990), Fußballspieler
- Arisa Murata (* 1990), Freestyle-Skierin
- Ryōsuke Tone (* 1991), Fußballspieler
- Hanae Shibata (* 1992), Fußballspielerin
- Yū Tamura (* 1992), Fußballspieler
- Kōki Shimosaka (* 1993), Fußballspieler
- Yūta Mishima (* 1994), Fußballspieler
- Keiju Okada (* 1995), Segler
- Norimichi Yamamoto (* 1995), Fußballspieler
- Takahiro Kunimoto (* 1997), Fußballspieler
- Naohiro Sugiyama (* 1998), Fußballspieler
- Yūya Fukuda (* 1999), Fußballspieler
- Abdul Hakim Sani Brown (* 1999), Sprinter
- Shudai Harada (* 2001), Boxer
- Shōki Nagano (* 2002), Fußballspieler

## Städtepartnerschaften
Kitakyūshū listet folgende Partnerstädte auf:
| Stadt        | Land                           | seit |
| ------------ | ------------------------------ | ---- |
| Dalian       | Mǎnzhōu, Volksrepublik China   | 1979 |
| Hải Phòng    | Bắc Bộ, Vietnam                | 2014 |
| Incheon      | Südkorea                       | 1988 |
| Minamikyūshū | Kagoshima, Japan               | 2008 |
| Norfolk      | Virginia, Vereinigte Staaten   | 1959 |
| Phnom Penh   | Kambodscha                     | 2016 |
| Tacoma       | Washington, Vereinigte Staaten | 1959 |

## Galerie

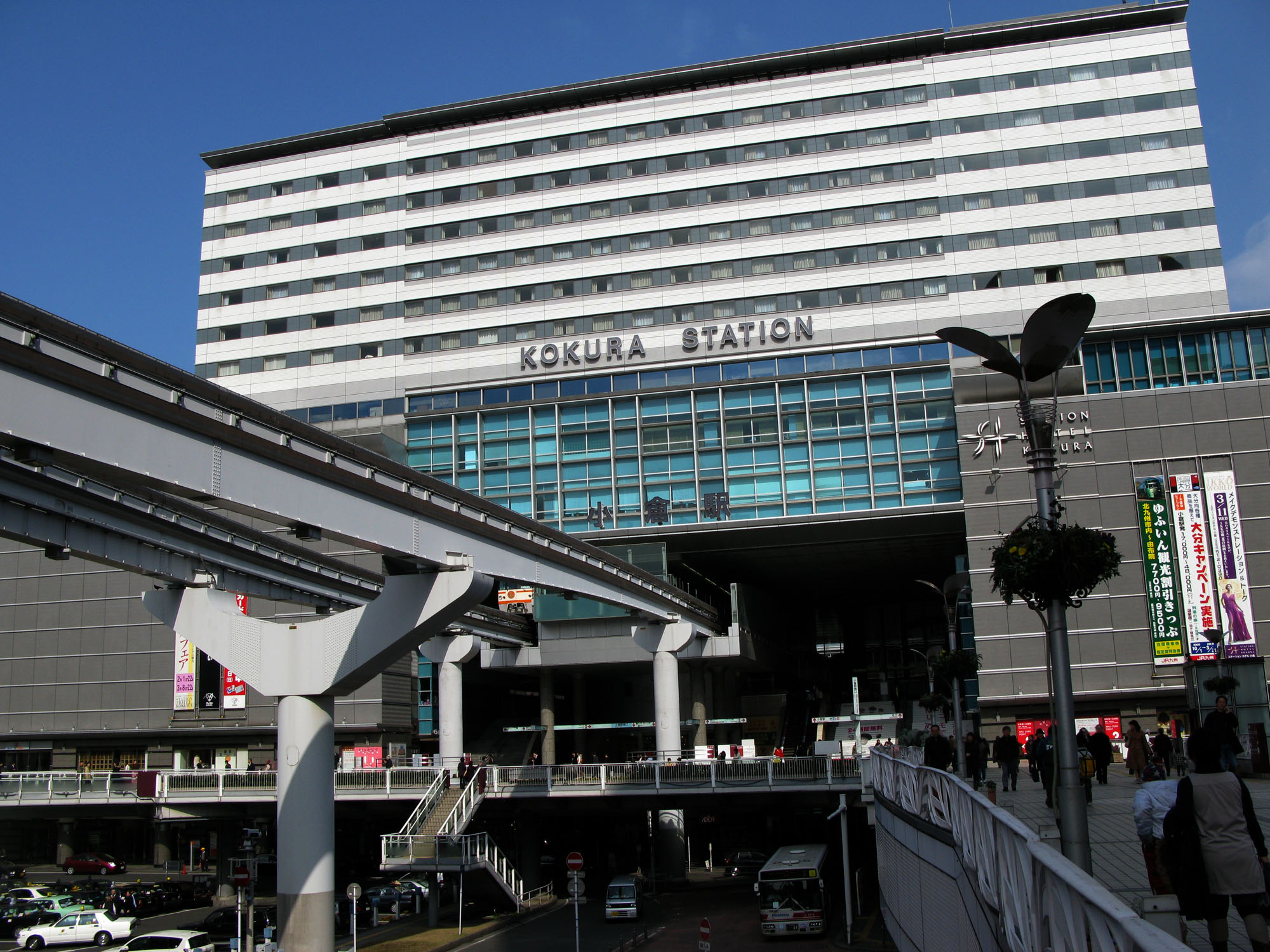
Bahnhof Kokura
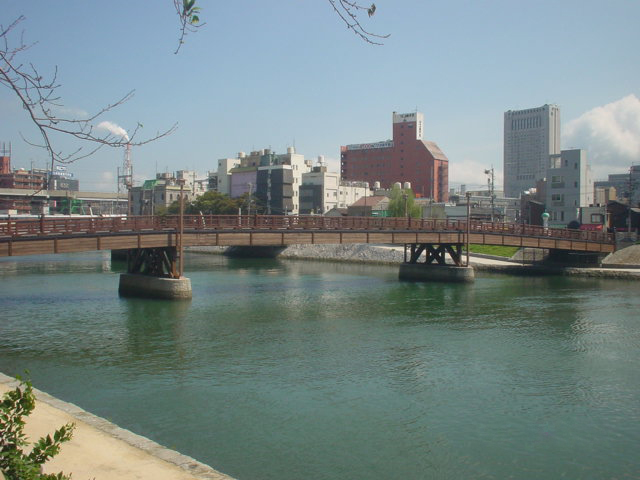
Fluss Murasaki
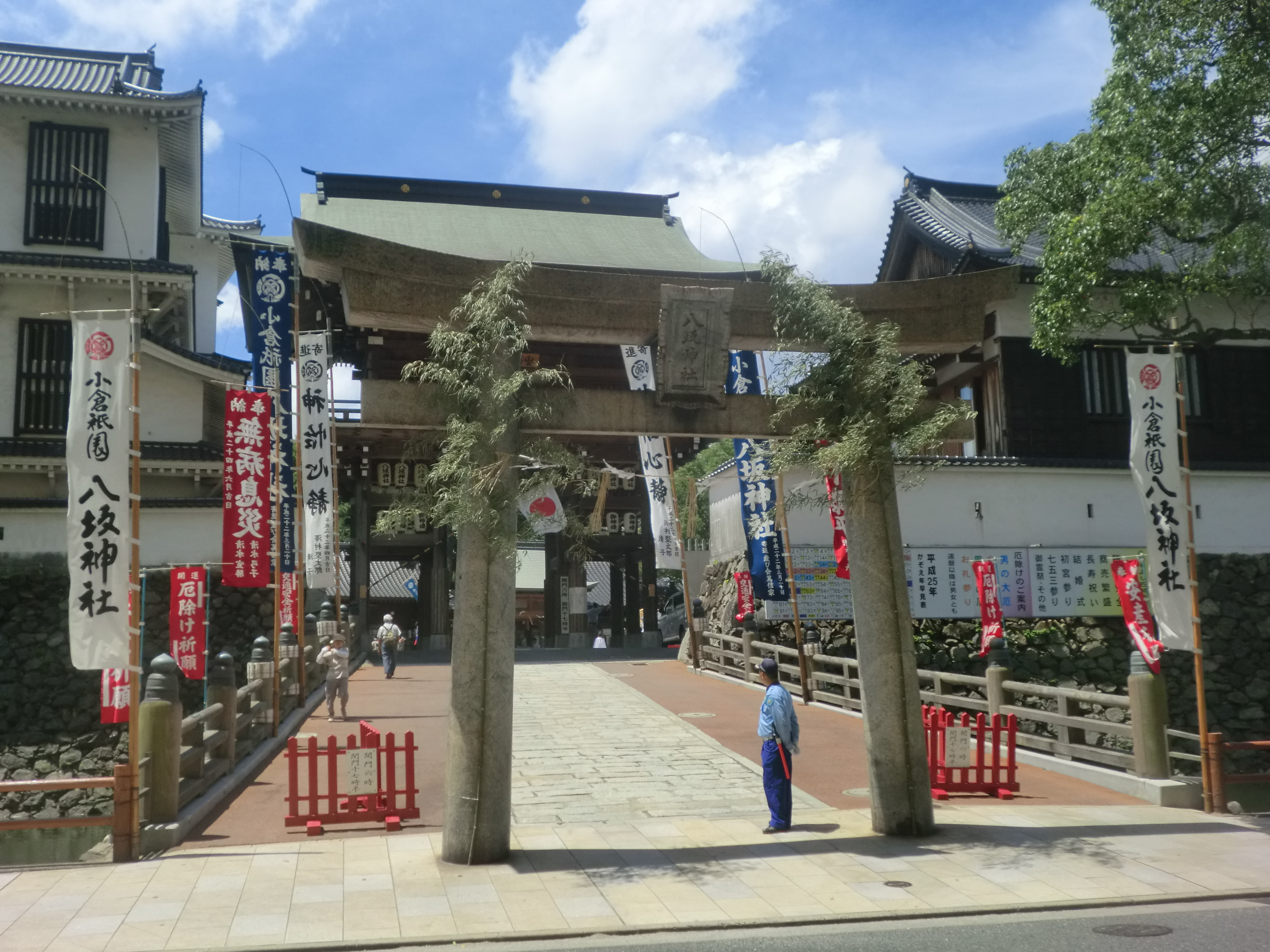
Yasaka-Schrein
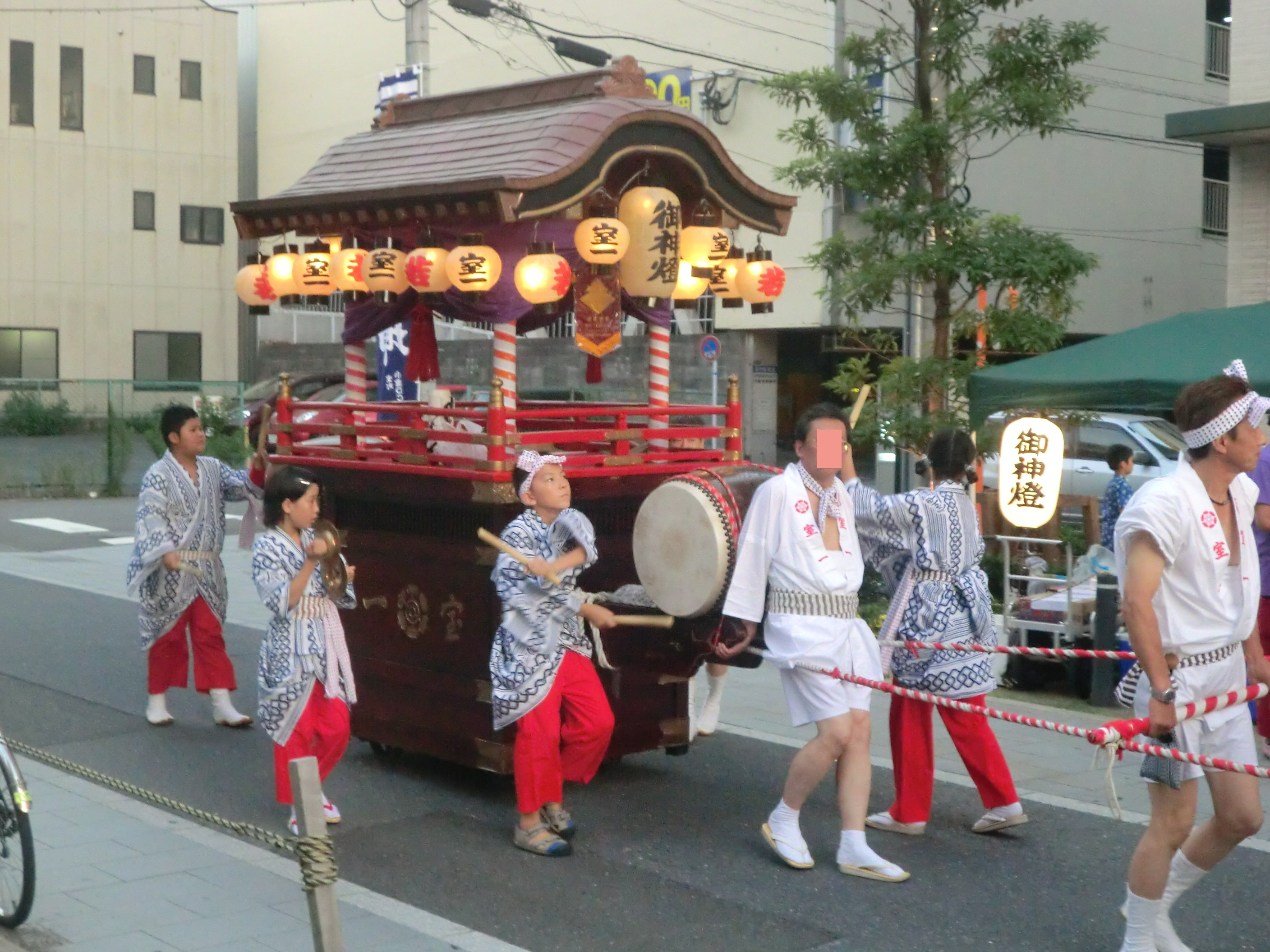
Kokura Gion Daiko (Stadtfest)
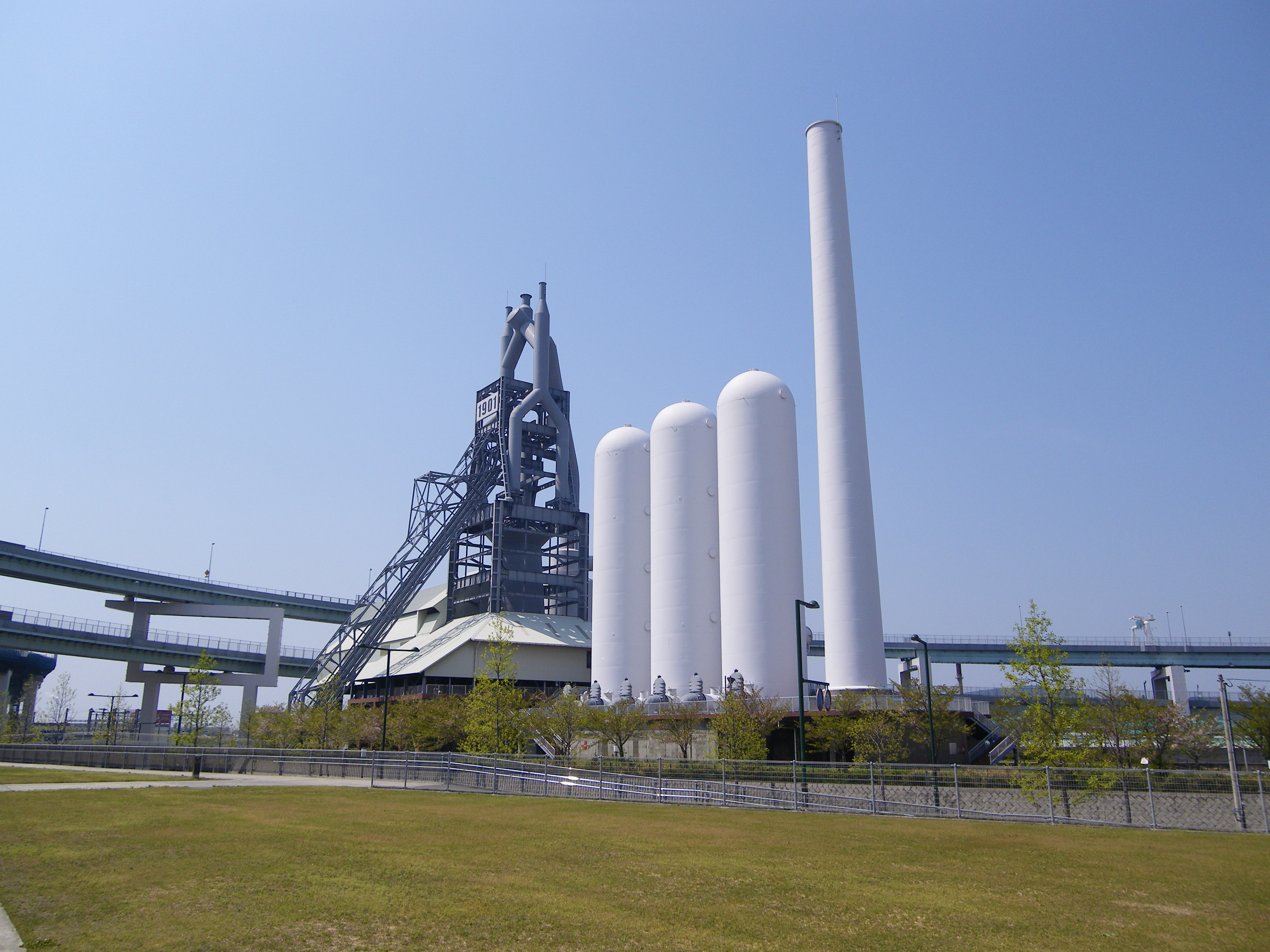
Yahata-Eisenhütte
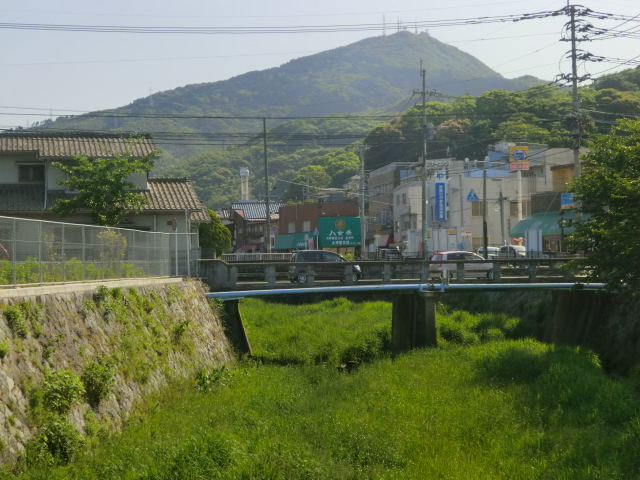
Berg Sarakura
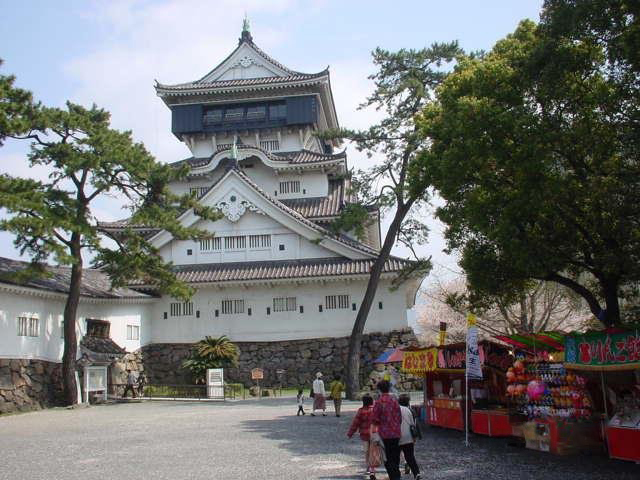
Burg Kokura
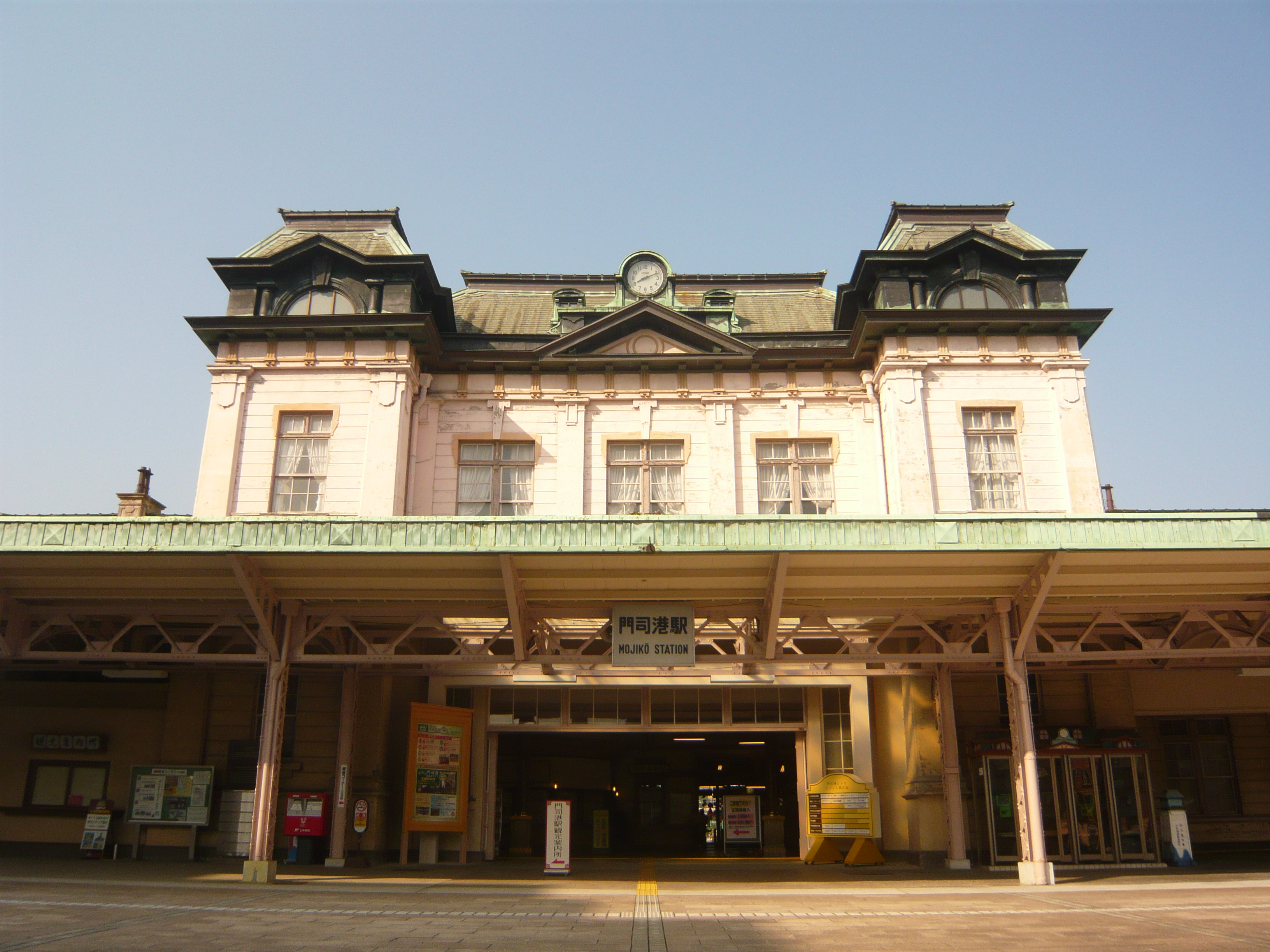
Bahnhof Mojiko

## Angrenzende Städte und Gemeinden
- Nakama
- Nōgata
- Yukuhashi
- Ashiya
- Mizumaki
- Kurate
- Kawara
- Fukuchi
- Kanda
- Miyako

## Anmerkung
1. ↑  Leiji Matsumotos Geburtsstadt ist Kurume, Fukuoka; er zog als Drittklässler in die Stadt Kokura (heute Kitakyūshū) und war daher mit der Stadt Kitakyūshū verbunden.